# Улица Демьяна Бедного (Москва)
Улица Демья́на Бе́дного — улица в районе Хорошёво-Мнёвники Северо-Западного административного округа Москвы. Находится между Карамышевской набережной и улицей Маршала Тухачевского. Здесь расположен Октябрьский радиоцентр.

## Происхождение названия
Названа в 1961 году в честь советского поэта Ефима Алексеевича Придворова (псевдоним Демьян Бедный).

## Расположение
Улица Демьяна Бедного начинается от Карамышевской набережной, проходит на север, пересекает улицу Мнёвники и проспект Маршала Жукова, справа от неё отходит Новохорошёвский проезд, заканчивается поворотом на улицу Маршала Тухачевского. Сквозного проезда на пересечении с улицей Мнёвники нет. На участке между улицей Мнёвники и проспектом маршала Жукова движение автомобилей одностороннее в направлении от улицы Мнёвники. На участке от проспекта Маршала Жукова до дома 15к1 движение автотранспорта перекрыто.

## Примечательные здания и сооружения
по нечётной стороне:

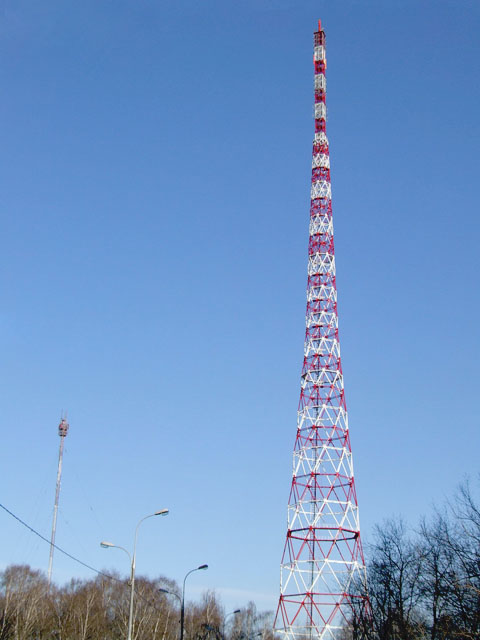
Дом № 24. Октябрьский радиоцентр, Радиотелевизионная башня «Октод» (2004—2006).

- № 1, корпус 1 — Объединение автомобилистов СЗАО г. Москвы;
- № 1, корпус 4 — детский сад № 1804;
- № 1, корпус 5 — Центр Аудиобрэндинга Ксении Светличной, Радио-Инсайд;
- № 1, корпус 6 — Центр трудовой адаптации подростков и молодежи;
- № 3, корп. 1 — Жилой дом. Здесь жил актёр Виктор Авилов[1].
- Дом 19, корпус 3 — детский сад № 1201;

по чётной стороне:
- № 4, корпус 2 — Суды районные: Хорошёвский (Строгино, Хорошево-Мневники, Щукино), мировой судья судебного участка № 153 района Хорошёво-Мнёвники;
- № 8 — поликлиника № 115;
- № 16 — юношеская библиотека № 53; детская библиотека № 4;
- № 18, корпус 1 — детская поликлиника № 33;
- № 24 — Октябрьский радиоцентр, Си Эр Тэ Эн радиостанции «Радио-София», «Христианский церковно-общественный канал».

## Метро
На пересечении с проспектом Маршала Жукова расположена станция метро «Народное Ополчение» Большой кольцевой линии и строится станция «Народное Ополчение» Рублёво-Архангельской линии.